# Wollflaumige Esche
Die Wollflaumige Esche (Fraxinus lanuginosa) ist ein Laubbaum aus der Gattung der Eschen in der Familie der Ölbaumgewächse. Ihr natürliches Verbreitungsgebiet ist Japan.

## Beschreibung
Die Wollflaumige Esche ist ein laubabwerfender Laubbaum, der eine Höhe von 5 bis 15 Metern erreicht. In Kultur wächst die Art meist als Strauch. Die Zweige sind graugelb, kahl oder behaart. Die Endknospen sind braun und stets länger als breit.
Die gegenständigen und gestielten Laubblätter sind 10 bis 15 Zentimeter lang, unpaarig gefiedert und bestehen aus 5 bis 7 sitzenden oder fast sitzenden Blättchen. Die Blättchen sind beidseitig kahl oder behaart, 5 bis 8 Zentimeter lang, eiförmig bis elliptisch, zugespitzt bis geschwänzt, mit abgerundeter bis spitzer Basis. Der Blättchenrand ist deutlich gesägt oder gekerbt.
Die Wollflaumige Esche ist androdiözisch. Aber der Pollen der zwittrigen Blüten hat eine sehr niedrige Fruchtbarkeitsrate. So kann man die Art als funktionell diözisch betrachten, also mit männlichen und praktisch funktionell weiblichen Blüten bzw. Exemplaren. Manchmal können die Pflanzen auch im Geschlecht schwanken. Die duftenden und weißen, vierzähligen Blüten sind zwittrig oder männlich mit doppelter Blütenhülle. Sie stehen in endständigen Rispen. Die Blüten erscheinen mit den Blättern von April bis Mai.
Als Früchte werden 2 bis 3 Zentimeter lange, einseitig geflügelte und flache, einsamige Nussfrüchte gebildet, deren Flügelsaum mehr oder weniger bis zur Mitte herabläuft.

## Verbreitung und Ökologie
Das Verbreitungsgebiet der Wollflaumigen Esche liegt in Japan. Dort gedeiht sie in kühlfeuchten Wäldern auf durchlässigen, frischen bis feuchten, sauren bis neutralen, sandigen oder kiesig-humosen, mäßig nährstoffreichen Böden an sonnigen bis lichtschattigen Standorten. Sie reagiert empfindlich auf Frost und auf höheren Kalkgehalt im Boden.

## Systematik
Die Wollflaumige Esche (Fraxinus lanuginosa) ist eine Art aus der Gattung der Eschen (Fraxinus) aus der Familie der Ölbaumgewächse (Oleaceae). Sie wird der Sektion Ornus zugeordnet.